# Флемінгтон (Нью-Джерсі)
Флемінгтон (англ. Flemington) — місто (англ. borough) в США, в окрузі Гантердон штату Нью-Джерсі. Населення — 4876 осіб (2020).

## Географія
Флемінгтон розташований за координатами 40°30′31″ пн. ш. 74°51′36″ зх. д. / 40.50861° пн. ш. 74.86000° зх. д. (40.508651, -74.860113).  За даними Бюро перепису населення США в 2010 році місто мало площу 2,79 км², уся площа — суходіл.

### Клімат
| Клімат : Флемінгтон     | Клімат : Флемінгтон | Клімат : Флемінгтон | Клімат : Флемінгтон | Клімат : Флемінгтон | Клімат : Флемінгтон | Клімат : Флемінгтон | Клімат : Флемінгтон | Клімат : Флемінгтон | Клімат : Флемінгтон | Клімат : Флемінгтон | Клімат : Флемінгтон | Клімат : Флемінгтон | Клімат : Флемінгтон |
| Показник                | Січ.                | Лют.                | Бер.                | Квіт.               | Трав.               | Черв.               | Лип.                | Серп.               | Вер.                | Жовт.               | Лист.               | Груд.               | Рік                 |
| Абсолютний максимум, °C | 23,3                | 25,0                | 31,1                | 35,0                | 37,2                | 38,9                | 41,1                | 42,2                | 40,6                | 36,1                | 28,9                | 23,9                | 42,2                |
| Середній максимум, °C   | 3,3                 | 5,0                 | 10,0                | 16,7                | 22,8                | 27,2                | 30,0                | 28,9                | 25,0                | 18,3                | 12,2                | 5,6                 | 17,1                |
| Середній мінімум, °C    | −6,7                | −5,6                | −1,7                | 3,3                 | 8,9                 | 13,9                | 16,7                | 16,1                | 11,7                | 5,0                 | 0,6                 | −3,9                | 5,0                 |
| Абсолютний мінімум, °C  | −27,8               | −26,7               | −21,1               | −12,2               | −3,9                | 1,1                 | 5,0                 | 2,8                 | −2,8                | −7,8                | −16,7               | −25,6               | −27,8               |
| Норма опадів, мм        | 96                  | 77                  | 111                 | 107                 | 118                 | 118                 | 125                 | 93                  | 113                 | 114                 | 96                  | 111                 | 1279                |
| Днів з опадами          | 10,0                | 8,5                 | 10,3                | 11,2                | 11,7                | 11,1                | 9,9                 | 9,5                 | 8,0                 | 8,5                 | 9,2                 | 10,0                | 117,9               |
| Днів зі снігом          | 4,1                 | 3,1                 | 2,3                 | ,4                  | 0                   | 0                   | 0                   | 0                   | 0                   | 0                   | ,3                  | 2,3                 | 12,5                |
| ----------------------- | ------------------- | ------------------- | ------------------- | ------------------- | ------------------- | ------------------- | ------------------- | ------------------- | ------------------- | ------------------- | ------------------- | ------------------- | ------------------- |
| Джерело: NOAA           |                     |                     |                     |                     |                     |                     |                     |                     |                     |                     |                     |                     |                     |

## Демографія
Згідно з переписом 2010 року, у селищі мешкала 4581 особа в 1815 домогосподарствах у складі 997 родин. Було 1926 помешкань
Расовий склад населення:
| - 78,5 % — білих - 5,8 % — азіатів - 3,9 % — чорних або афроамериканців - 0,3 % — корінних американців - 8,7 % — осіб інших рас |

До двох чи більше рас належало 2,8 %. Частка іспаномовних становила 26,2 % від усіх жителів.
За віковим діапазоном населення розподілялося таким чином: 22,3 % — особи молодші 18 років, 67,4 % — особи у віці 18—64 років, 10,3 % — особи у віці 65 років та старші. Медіана віку мешканця становила 35,3 року. На 100 осіб жіночої статі у селищі припадало 105,5 чоловіків;  на 100 жінок у віці від 18 років та старших — 106,9 чоловіків також старших 18 років.
Середній дохід на одне домашнє господарство  становив 65 727 доларів США (медіана — 50 333), а середній дохід на одну сім'ю — 77 563 долари (медіана — 58 669). Медіана доходів становила 40 380 доларів для чоловіків та 42 629 доларів для жінок. За межею бідності перебувало 17,5 % осіб, у тому числі 26,2 % дітей у віці до 18 років та 6,7 % осіб у віці 65 років та старших.
Цивільне працевлаштоване населення становило 2329 осіб. Основні галузі зайнятості: роздрібна торгівля — 23,9 %, освіта, охорона здоров'я та соціальна допомога — 23,0 %, виробництво — 10,4 %, мистецтво, розваги та відпочинок — 10,2 %.